# Dommelvolk
Dommelvolk was een Nederlandse folkband, opgericht in 1977 en definitief gestopt in 2015. De band maakte Brabantse volksmuziek.
Dommelvolk is in 1977 begonnen door Bert Spin en Jaap Oudesluijs, die al sinds ongeveer 1972 samenspeelden, en bracht datzelfde jaar met folkgroep Crackerhash het album Dommelbeschuit uit, waarop ook Ad van Genechten (1946-2015) meespeelt. Oudesluijs verliet al snel de groep, en werd vervangen door Steeph Custers. In 1979 kwam ook Jitze Kopinga (zie ook Folkcorn) bij de groep. In 1985 besloot Dommelvolk uit elkaar te gaan, alhoewel er vanaf 2000 nog wat optredens werden gedaan, te beginnen met een reünie-optreden op het Folkfestival van Tilburg. Met het overlijden van Ad van Genechten in 2015 kwam een definitief einde aan het bestaan van Dommelvolk.

## Bezetting
De band bestond uit:
- Ad van Genechten: gitaar, fluit, mandoline, en zang
- Bert Spin: accordeon, harmonium, zang
- Steeph Custers: viool, zang
- Jitze Kopinga: bas, gitaar, zang

## Discografie
- Dommelbeschuit (LP) 1977, met Crackerhash
- Ptazzie (LP) 1978
- Nr. 100 (LP) 1981
- Van Mijn Kempenland (LP) 1984
- De Eerste Verzamelaar van Dommelvolk (CD) 1993